# Aequere
Aequerne var en italisk stamme, der var bosat på en strækning af Appenninerne øst for Latium i det centrale Italien, og som optræder i det antikke Roms tidlige historie. Efter en lang kamp for uafhængighed fra Rom blev de besejret, og betydelige romerske kolonier blev placeret på deres jord. Kun to inskriptioner, der menes at være på det aequisk sprog, er bevaret. Der kan ikke udledes mere, end at sproget var italisk. Ellers er indskrifterne fra regionen på latin, skrevet af de latinsktalende kolonister. Det koloniale eksonym, der er dokumenteret i disse inskriptioner, er Aequi og også Aequicoli ("kolonister fra Aequium"). De klassiske forfatteres manuskriptvarianter præsenterer Equic-, Aequic-, Aequac- . Hvis formen uden "-coli" betragtes som original, kan det meget vel også være endonymet, men til dato mangler yderligere beviser.